# Galina Malčuginová
Galina Vjačeslavovna Malčuginová (rusky Галина Вячеславовна Мальчугина) (* 17. prosince 1962, Brjansk) je bývalá sovětská a později ruská atletka, sprinterka.
Její specializací byl zejména běh na 200 metrů a štafetové běhy na 4 × 100 metrů. Její dcera Julija Čermošanská se rovněž věnuje atletice.

## Osobní rekordy
- 200 m (hala) - (22,41, 13. březen 1994, Paříž)
- 200 m (dráha) - (22,18, 4. červenec 1996, Petrohrad)